# Sebastián Picton
Sebastián Picton (Resistencia, Chaco, 19 de abril de 1992) es un baloncestista argentino que se desempeña como ala-pívot.
Actualmente juega en la LNB de Paraguay con el Deportivo San José.

## Trayectoria

### Clubes
| Club                 | País      | Año             |
| -------------------- | --------- | --------------- |
| Ciclista Juninense   | Argentina | 2009 - 2014     |
| Ciclista Olímpico    | Argentina | 2014 - 2015     |
| Villa Ángela Basket  | Argentina | 2015 - 2016     |
| Hindú                | Argentina | 2016 - 2017     |
| La Unión de Colón    | Argentina | 2017 - 2018     |
| Sarmiento de Formosa | Argentina | 2018            |
| Villa San Martín     | Argentina | 2018 - 2019     |
| CAN                  | Bolivia   | 2019            |
| Sol de América       | Paraguay  | 2019            |
| Villa San Martín     | Argentina | 2019 - 2021     |
| Deportivo San José   | Paraguay  | 2021            |
| Villa San Martín     | Argentina | 2021 - 2022     |
| Deportivo San José   | Paraguay  | 2022 - Presente |